# James H. Hibbard
James Hamilton Hibbard (* 19. Oktober 1981 in Palo Alto) ist US-amerikanischer Autor und ehemaliger Radsportler.

## Sportlicher Werdegang
Hibbard war nordkalifornische/Nevada-Staatsmeister im Bahnradsport bei den Junioren, der U23 und der Elite sowohl im Sprint als auch im Ausdauerbereich. Bei nationalen Bahnmeisterschaften gewann er zwischen 1996 und 2003 insgesamt 19 Medaillen. Als Mitglied der Nationalmannschaft der USA gewann er im Jahr 2000 bei den Southern Games in Trinidad und Tobago die Bronzemedaille und belegte bei den Olympic Team Trials 2000 in Frisco im Teamsprint den fünften Platz. Er war Mitglied der Junioren- und der Seniorennationalmannschaft und wohnte als Athlet im Olympischen Trainingszentrum der Vereinigten Staaten.
2005 trat er vom Radsport zurück.

## Als Autor
Nach dem Ende seiner sportlichen Laufbahn schloss Hibbard ein Studium der Philosophie an der DePaul University ab und arbeitet seitdem als Autor und Drehbuchautor. 2022 erschien sein erstes Buch The Art of Cycling, das in die Shortlist für den „British Sport Book of the Year Award“ aufgenommen wurde. Die Radsportseite road.cc schreibt, das Buch gehe „größeren Fragen nach, als viele in diesem Sport vielleicht gewohnt sind, und zwar in Bezug auf Erfolg, Perfektion und sogar die Bedeutung des Radsports als Sport“. Hibbard verbinde auf brillante Weise seine frühere Karriere als Radprofi mit seiner Ausbildung und Leidenschaft für Philosophie. 2023 erschien das Buch unter dem Titel Die Kunst des Radfahrens auch auf Deutsch.
Hibbard engagiert sich öffentlich für einen drogenfreien Sport. Sein Briefwechsel mit dem irischen Tour-de-France-Fahrer und Radsportjournalisten Paul Kimmage über das Problem der leistungssteigernden Drogen im Profiradsport erschien im Vorwort der 2007 erschienenen Ausgabe von Kimmages Buch Rough Ride (deutscher Titel: Raubeine rasiert. Bekenntnisse eines Domestiken).

## Publikationen
- Die Kunst des Radfahrens: Über das Leben auf zwei Rädern und die Philosophie. Edel Sports, 2023, ISBN 978-3-9858806-7-6.
  - Englisches Original: The Art of Cycling. Quercus, 2022, ISBN 978-1-5294-1028-0 (englisch).